# 한국전통떡한과세계화협회
한국전통떡한과세계화협회는 한국 전통 떡 한과의 연구·개발·교육을 통하여 전통 떡·한과산업의 발전과 대중화에 기여하고, 회원 상호간의 권익보호와 복리증진 도모 목적으로 2009년 6월 9일 설립된 대한민국 농림수산식품부 소관의 사단법인이다. 사무실은 경기도 부천시 석천로 397 부천테크노파크쌍용3차 101동 902호에 있다.